# Корчуватник (урочище)
Корчува́тник — заповідне урочище місцевого значення в Україні. Розташоване на території Приміського лісництва, ДП «Київське лісове господарство», у кварталі 48. Воно розміщується на території Шпитьківської сільської ради Києво-Святошинського району Київської області. 
Площа 41 гектар. Територія стала природоохоронною згідно з рішенням XVI сесії 21 скликання Київської обласної ради від 10 березня 1994 року.

## Опис
Територія урочища представлена залісненою яружно-балковою системою. Її оточують сільськогосподарські угіддя. Ділянки природоохоронного об'єкту, що розташовані поблизу села Горбовичі — це перехідна територія між лісостепом та лісовою зоною. Урочище розташоване на території балки, яка має обводнене днище. Воно стає ширшим у напрямку до села Горбовичі.

## Рослинність
Поблизу села Горбовичі на території урочища «Корчуватник» територія стає заболоченою вільшаником. Серед трав'яного покриву переважає високотрав'я, представлене рогозом вузьколистим, рогозом широколистим, різними видами осоки та очеретом. На деяких ділянках вільшаник представлений невеликою смугою. Поширені види вологих лісів. Серед них виділяють жовтяницю черговолисту, щитник шартрський, яглицю звичайну. На схилах балки розташована основна частина лісового масиву. В лісових насадженнях переважає липа, граб, осика. Інколи зростають береза, в'яз, клен гостролистий. На деяких територіях зустрічаються ясени. В трав'яному покриві урочища переважно представлені неморальні види. Зростає медунка м'яка. На узліссях поширенні волошка фригійська, орляк, дрік красильний, куничник наземний, звіробій звичайний, в'язіль барвистий. Є лікарські рослини: деревій звичайний, цикорій, звіробій звичайний, парило звичайне.

## Фауна
На території урочища Корчуватник розташоване поселення борсуків. Цей вид занесений до Червоної книги України. В його склад входять сім простих нір та дві складні нори. Під час проведених досліджень на території урочища знайдені ознаки перебування козулі європейської, зайця сірого, кабана, крота звичайного. Поширені на території повзик, синиця блакитна та синиця велика. Мешкають у цьому урочищі крук і канюк звичайний.

## Галерея

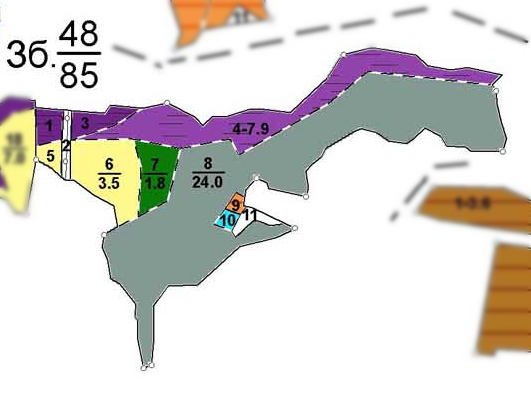
План схема
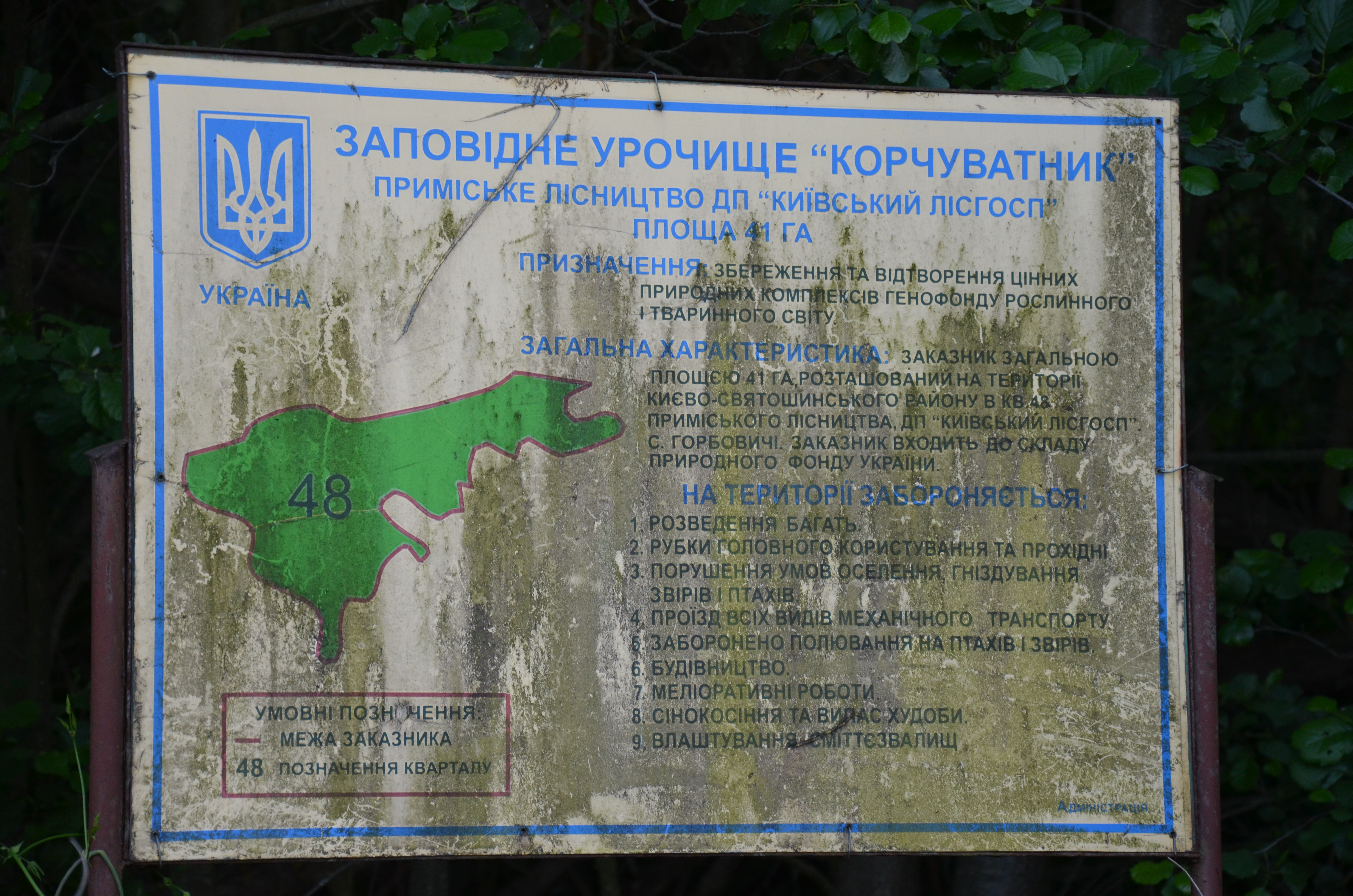
Інформаційний стенд
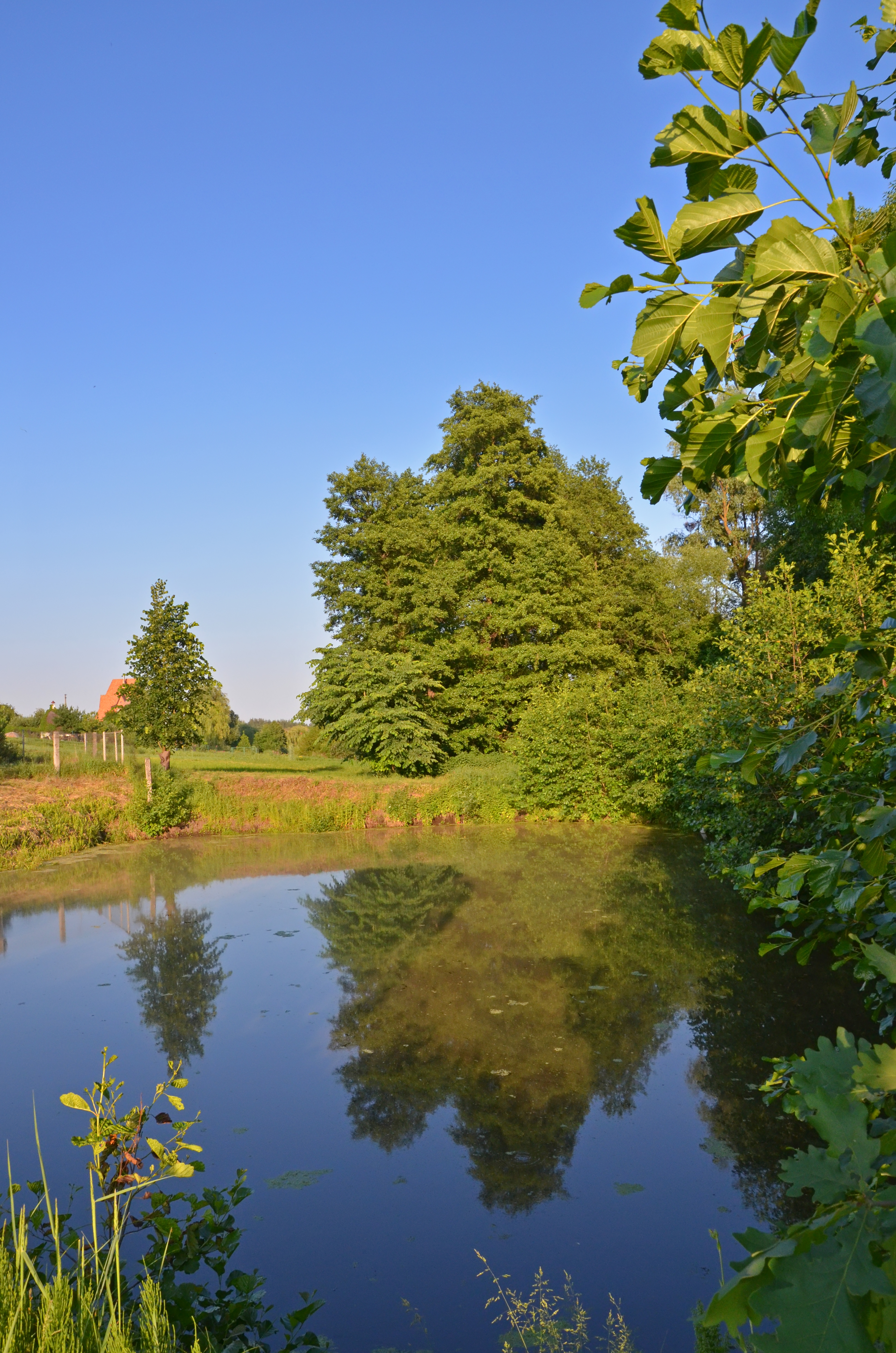
Ставок в урочищі